# Alexandr Bucico
Alexandr Bucico (ur. 10 maja 1989 w Tyraspolu) – mołdawski wioślarz.

## Osiągnięcia
- Mistrzostwa Świata Juniorów – Amsterdam 2006 – dwójka bez sternika – 16. miejsce[1].
- Mistrzostwa Świata Juniorów – Pekin 2007 – dwójka bez sternika – 13. miejsce[1].
- Mistrzostwa Świata – Linz 2008 – dwójka ze sternikiem – 14. miejsce[1].
- Mistrzostwa Świata U-23 – Račice 2009 – dwójka bez sternika – 11. miejsce[1].
- Mistrzostwa Europy – Brześć 2009 – dwójka podwójna wagi lekkiej – 14. miejsce[1].